# Liste des seigneurs de Bomy
La seigneurie de Bomy, en Artois, était tenue en pairie du comté de Saint-Pol. Elle a d'abord appartenu aux maisons de Boutry et de Poix, avant d'être confisquée sur Louis de Luxembourg, évêque de Thérouanne, avant le 21 avril 1436. Le duc de Bourgogne en fit alors don à son fils, le comte de Charolais. Mais, d’après un autre document, le même duc possédait encore Bomy le 5 février 1453, date à laquelle il vend la seigneurie à David de Bourgogne, son fils naturel, qui la vendra à son tour en 1455 à la maison de Wissocq. Les derniers seigneurs de Bomy, jusqu'à la Révolution, sont de la Maison de Trazegnies, qui a succédé aux Wissocq.
Fiefs sur le territoire de Bomy : Berquigny, Bocquet, Bomicourt, Candonville, Escouflans, Moinneau, Robercourt, Wamin.

## Seigneurs de la maison de Boutry (XIIe–XIIIesiècles)
1. Gautier de Boutry, frère d'Adam, est seigneur de Bomy en 1175. Sa femme s'appelle Alix[4].
2. En 1200 et 1211, le seigneur de Bomy est Hugues de Boutry, allié à Marguerite. Ses frères sont Guillaume, Guffroy, Gautier et Aléame de Boutry[4].
3. Jean de Boutry, seigneur de Bomy, vers 1226[5]. René de Belleval considère qu'il s'agit de la même personne que Jean Boutery, chevalier, sire de Mareuil en 1240, dont il donne la descendance, mais qui ne semble pas avoir possédé Bomy :
4. Henry Boutery, chevalier, vivait encore en 1270.
5. Jean Boutery, chevalier, seigneur de Huppy.
6. Jean Boutery, chevalier, seigneur de Huppy, épousa Marie de Crésecques.
7. Jean Boutery, chevalier, seigneur de Huppy et de Grébaumaisnil, vicomte de Maisnières et de Cambet, mort en 1407. Il épousa Mlle de Belleperche, d'où :
8. Charles Boutery, chevalier, seigneur de Huppy, vicomte de Maisnières et de Cambet, tué à la bataille d'Azincourt. Il était chambellan du duc de Bourgogne en 1412. Il est le dernier de sa maison.

## Seigneurs de la maison de Poix(XIVe–XVesiècles)
1. Jehan de Poix, chevalier, seigneur de Bomy en 1327[6].
2. Pierre de Poix dit Baudrain, chevalier, baron de Bomy et de Bientques, 1416 et 1420. Sa femme s'appelait Emmelot[4].

## Seigneurs de la maison de Wissocq(1455-1666)
1. Antoine I de Wissocq, seigneur de Tannay (à Thiennes), fils de Jacques dit Coppin et de Blanche de La Viefville. Il achète Bomy le 11 août 1455 à David de Bourgogne, évêque de Thérouanne. Il est mort entre 1463 et 1467.
2. Antoine II de Wissocq, seigneur de Bomy, Tannay et Gapennes, fils d'Antoine I et de Catherine d'Abbeville. Il est mort peu après 1478.
3. Antoine III de Wissocq, seigneur de Bomy, etc., fils d'Antoine II et de Jossine de Ghistelles. Il est mort en 1504 à Mons.
4. Philippe de Wissocq, seigneur de Bomy, etc., fils d'Antoine III et d'Antoinette de Saveuse. Il est mort en 1526.
5. Charles de Wissocq, seigneur de Bomy, etc., fils de Philippe et d'Antoinette de Bernemicourt (1488-1515). Il est mort en 1557.
6. Frédéric de Wissocq, seigneur de Bomy, etc., fils aîné de Charles et d'Hedwige Le Fèvre de Tamise dit de Heemstede. Il est mort sans postérité à Gravelines en 1578.
7. Julien de Wissocq, seigneur de Bomy après son frère, dernier fils de Charles et d'Hedwige Le Fèvre de Tamise dit de Heemstede. Il est mort en 1607.
8. Martin de Wissocq, seigneur de Bomy, etc., fils de Julien et de Marie de Fléchin. Il est mort le 3 janvier 1636 en son château de La Couture (près Béthune).
9. Gabriel de Wissocq, dernier seigneur de Bomy, etc., fils de Martin et de Philippine du Chasteler. Il est mort en 1666, et avait épousé en 1639 Marie de Hénin-Liétard, d'où une fille unique : Marie Anne Françoise de Wissocq, apporta Bomy en 1669 à son mari Octave-Joseph de Trazegnies, comte de Fléchin, vicomte d'Armuyden (1637-1696), quatrième fils de Gillion-Othon Ier de Trazegnies, marquis de Trazegnies, et de Jacqueline de Lalaing.

## Seigneurs de la maison de Trazegnies(1669-1789)
1. Octave-Joseph de Trazegnies, comte de Fléchin, vicomte d'Armuyden (1637 - 1696). Il est le quatrième fils de Gillion-Othon Ier de Trazegnies.

## Phases du château
La vieille forteresse de Bomy ayant été rasée par les Français du temps de Frédéric de Wissocq, il ne restait plus parmi les ruines qu’une maison basse. Julien entreprit l’édification d’un nouvel édifice, achevé vers 1600, et que l’on peut voir dans les Albums de Croÿ, d’Adrien de Montigny. Ce château de taille modeste, bâtisse rectangulaire d’environ quatre étages surélevée d’un clocher et flanquée d’une grosse tour ronde, était entourée de douves en eaux qui existent toujours. Ce deuxième château fut lui-même ravagé par un incendie, et le château actuel fut alors construit par le marquis de Trazegnies.